# Aabach (Obersee)
Der Aabach ist ein (mit Goldingerbach) 13,9 Kilometer langer Zufluss des Zürichsees (Obersee) im Kanton St. Gallen in der Schweiz. Er entsteht durch die Vereinigung des Goldingerbachs mit der Ranzach in einem waldigen Tobel nahe Uznaberg in der Gemeinde Uznach. 

## Geographie

### Quellbäche

#### Goldingerbach
Der Goldingerbach ist der rechte Quellbach des Aabaches. 
Er entspringt auf etwa 1257 m ü. M. nahe der Tweralpspitz (1331 m ü. M.) auf dem Gemeindegebiet von Eschenbach und fliesst hauptsächlich in südwestliche Richtung. In seinem Oberlauf durchquert er das Goldinger Tal und in seinem Unterlauf unter anderem das Hundschöpflitobel. Hauptzufluss des 11,2 Kilometer langen Baches ist der Rossfallenbach.

#### Ranzach
Die Ranzach ist mit 7,2 Kilometer langem Bachlauf der kürzere und linke Quellbach des Aabaches. 
Sie entspringt auf etwa 1194 m ü. M. am Schwammegg (1282 m ü. M.) ebenfalls auf dem Gemeindegebiet von Eschenbach. Sie fliesst vorwiegend in südwestliche Richtung und durchquert dabei das Hebeltobel und das Ranzachtobel. Hauptzufluss ist der 5,8 Kilometer lange Hofmülibach.

### Weiterer Verlauf
Ab dem Austritt des Aabaches aus dem Tobel beim Weiler Brugg bis zur Mündung bei Schmerikon ist der Aabach seit den 1930er Jahren kanalisiert. Im Aatal und in Uznaberg wurde das Wasser des Aabach bis in jüngste Zeit zur Stromherstellung durch die Textilindustrie genutzt.